# Leszek Martewicz
Leszek Robert Martewicz (Danzica, 4 gennaio 1955) è un ex schermidore polacco, vincitore di una medaglia d'oro, una d'argento ed una di bronzo ai campionati mondiali di scherma.